# Stephen Albert Emery
Stephen Albert Emery (* 4. Oktober 1841 in Paris, Maine; † 15. April 1891 in Boston, Massachusetts) war ein US-amerikanischer Komponist und Musikpädagoge.
Der Sohn des Anwalts und Richters Stephen Emery studierte nach einer ersten Ausbildung in Portland von 1862 bis 1864 in Leipzig bei Louis Plaidy, Benjamin Robert Papperitz, Ernst Friedrich Richter und Moritz Hauptmann und in Dresden bei Fritz Spindler. 1864 kehrte er nach Portland zurück, 1866 übersiedelte er nach Boston.
Hier wirkte er als Lehrer für Harmonielehre am New England Conservatory of Music von dessen Gründung 1867 bis zu seinem Tod. Außerdem war er Professor für Harmonielehre und Kontrapunkt an der Boston University und Mitarbeiter des Musical Herald.
Emery komponierte mehr als 150 Werke, vor allem Sonatinen und andere Klavierstücke, Streichquartette und Lieder und veröffentlichte zwei musikpädagogische Schriften: Foundation Studies in Pianoforte Playing und Elements of Harmony.